# Naturschutzgebiet Hallerey

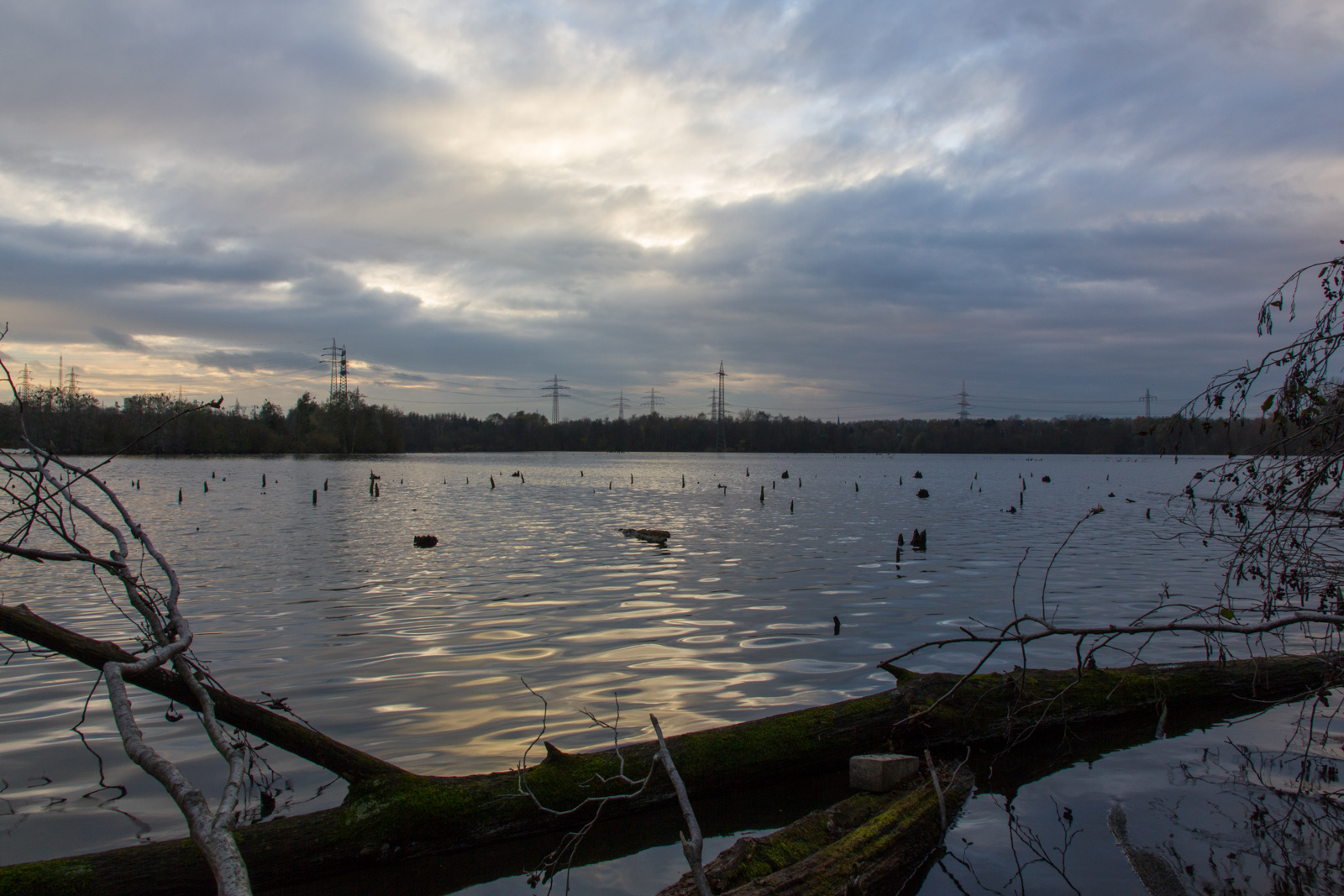
Naturschutzgebiet Hallerey

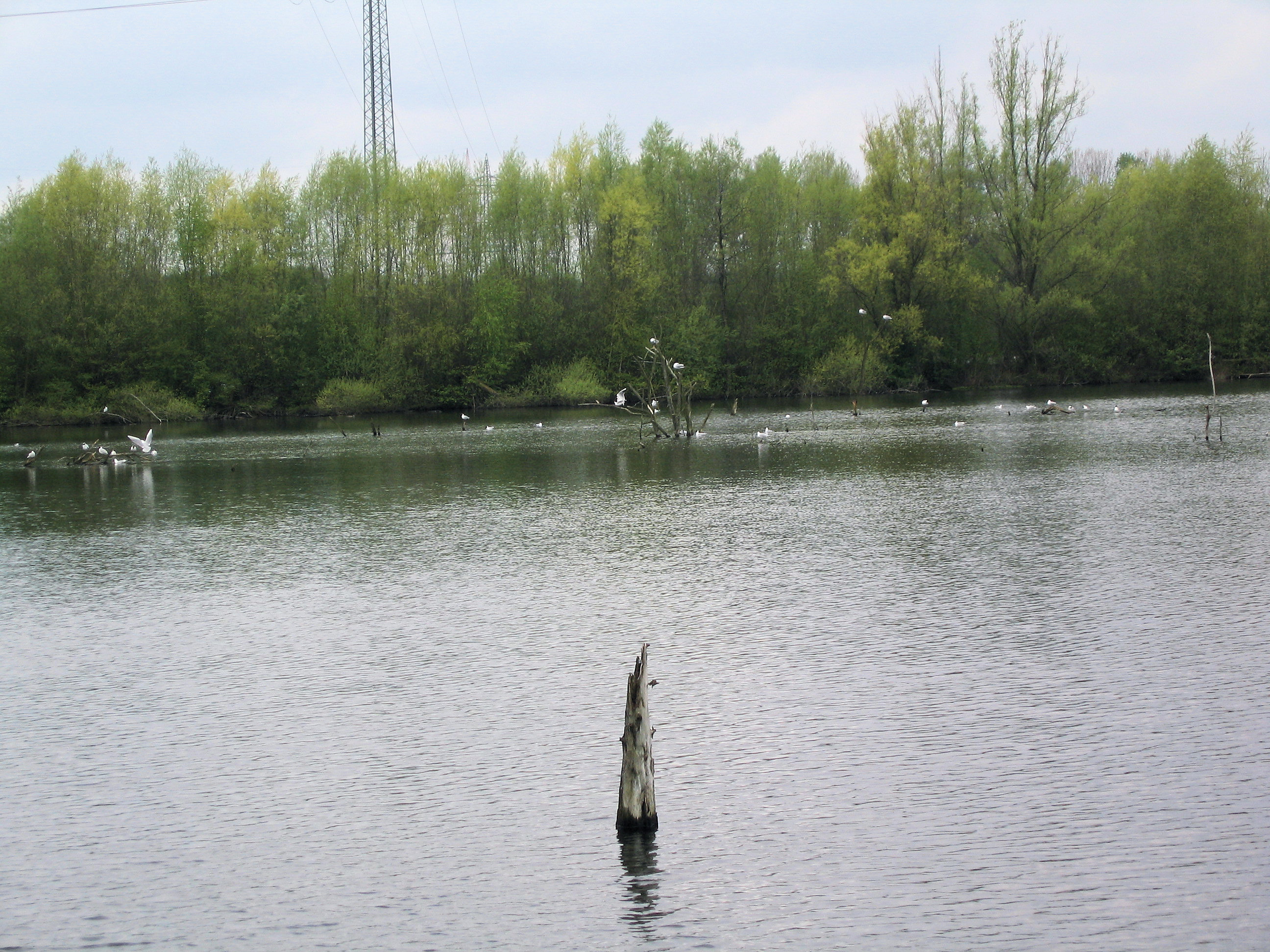
Vögel in der Hallerey

Das Naturschutzgebiet Hallerey im Dortmunder Ortsteil Dorstfeld hat eine Größe von 72,1 Hektar. Es wurde am 12. September 1977 erstmals unter Schutz gestellt, 1989 durch eine ordnungsbehördliche Verfügung erweitert und am 19. Januar 1996 durch den Landschaftsplan Dortmund-Mitte festgesetzt.

## Beschreibung
Der rund 33 Hektar große See in der Hallerey ist bereits Anfang des 20. Jahrhunderts durch Bergsenkungen entstanden. Anfänglich wurde der See noch für die Kohlenwäsche der Zeche Dorstfeld genutzt. Das Gebiet ist ein Beispiel für die Kombination von Natur und Industrie.
Umgeben ist das von Hecken unterteilte Seen- und Sumpfgebiet von dichtem Gestrüpp und naturnahen Feuchtwiesen. Um die Bäume entlang der Wanderwege wuchern riesige Kletterpflanzen. Mehrere Regenrückhaltebecken und eine Halde gehören ebenfalls zum Naturschutzgebiet.
In der Hallerey leben neben zahlreichen Großschmetterlingen und Amphibien (Erdkröte, Geburtshelferkröte, Kammmolch) auch seltene Wasservogelarten (zum Teil auch Durchzügler). Blesshühner, Reiherenten, Graureiher und Kormorane können hier beobachtet werden. Auch eine große Lachmöwenkolonie ist hier zu Hause. Zudem leben in der Hallerey Fledermäuse. Die Wasserfledermaus und der Abendsegler wurden hier nachgewiesen.
Die Hallerey dient als Naherholungsgebiet für Dortmund und liegt in direkter Nachbarschaft zum Revierpark Wischlingen.

## Schutzziel
Schutzziel des Naturschutzgebietes ist die Erhaltung von Lebensgemeinschaften und Lebensstätten  wildlebender Pflanzen und wildlebender Tierarten und der Erhalt des Landschaftsbildes aufgrund seiner Seltenheit.
Müll wird aus dem Gebiet entfernt und für die Flächen gibt es ein Betretungsverbot. Gewässer, Landschaftsstrukturen und Laubholzbestockung sollen erhalten werden, keine weiteren Wege zur Erschließung angelegt, eine naturnahe Waldbewirtschaftung, notwendige Obstbaumpflege und Vegetationskontrolle gehören zu den erforderlichen Maßnahmen. Eine Eutrophierung soll vermieden werden.